# Irwin Hoffman
Pour les articles homonymes, voir Hoffman.
Irwin Hoffman (né le 26 novembre 1924 à New York et mort le 19 mars 2018) est un chef d'orchestre américain.

## Biographie
Hoffman a étudié à la Juilliard School et était un protégé de Serge Koussevitzky. Il a fait ses débuts de chef à l'âge de dix-sept avec l'Orchestre de Philadelphie au Robin Hood Dell (maintenant Mann Center for the Performing Arts). Il a été directeur musical de l'Orchestre symphonique de Vancouver de 1952 à 1963, et a travaillé avec l'Orchestre symphonique de Chicago comme chef assistant (1964-1965), chef associé (1965-1968), directeur musical (1968-1969), et chef d'orchestre (1969- 70). Hoffman est devenu le premier directeur musical du Florida Orchestra (alors appelé Florida Gulf Coast Symphony) en 1968. Il a été directeur musical de l'Orchestre philharmonique de Bogota, en Colombie de 2003 à 2007.
Hoffman a créé le 29 juin 1985 Island Rhythms de Joan Tower avec The Florida Orchestra.